# Diplocotidus moseri
Diplocotidus moseri là một loài bọ cánh cứng trong họ Ptinidae. Loài này được Wasmann & Brauns miêu tả khoa học năm 1925.